# Dichaetocoris geronimo
Dichaetocoris geronimo är en insektsart som beskrevs av Polhemus 1985. Dichaetocoris geronimo ingår i släktet Dichaetocoris och familjen ängsskinnbaggar. Inga underarter finns listade i Catalogue of Life.